# (9113) 1997 CN5
A (9113) 1997 CN5 a Naprendszer kisbolygóövében található aszteroida. Yoshisada Shimizu és Urata Takesi fedezte fel 1997. február 3-án.